# Acalolepta sulcicollis
Acalolepta sulcicollis är en skalbaggsart som först beskrevs av J. Linsley Gressitt 1952.  Acalolepta sulcicollis ingår i släktet Acalolepta och familjen långhorningar. Inga underarter finns listade i Catalogue of Life.